# Creflo Dollar

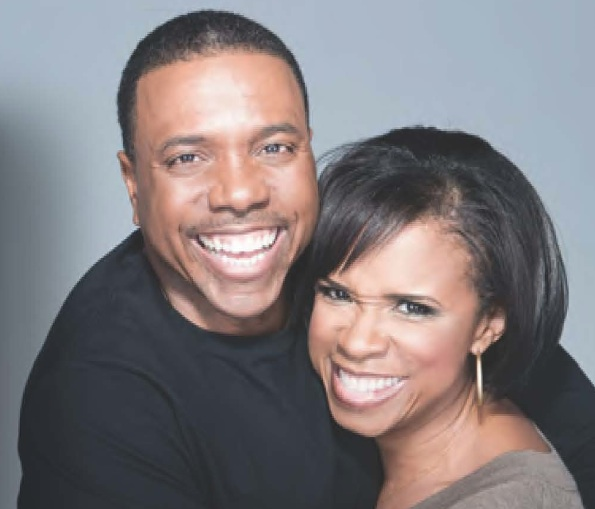
Creflo Dollar und Gemahlin Taffi

Creflo Augustus Dollar (* 28. Januar 1962) ist ein US-amerikanischer Fernsehprediger und Begründer der World Changers Church International. Er erregte globale Aufmerksamkeit, als er seine Gemeinde dazu aufrief, ihm beim Erwerb eines 60 Millionen Dollar Privatjets finanziell unter die Arme zu greifen.

## Leben
Als Prediger ist er in der World Changers Church International in Fulton County (Georgia) tätig. Jede Woche verfolgen mehr als 18.000 Menschen seine Vorträge live vor Ort sowie weitere 8 Millionen Menschen weltweit über seine TV-Sendungen. In Deutschland war er unter anderem über den Sender CNBC Europe zu empfangen.

## Finanzen
Dollar predigt das sogenannte Wohlstandsevangelium. Er besitzt zwei Rolls-Royces, einen Privatjet und Immobilien (z. B. in Atlanta (Georgia), Demarest (New Jersey) und Manhattan). Die Immobilie in Manhattan verkaufte er später für $3,75 Millionen (im Jahr 2012). Dollar lehnte es ab, seine Einnahmen zu veröffentlichen. Creflo Dollar Ministries wurden mit einem „F“ (für Versagen) bezüglich der finanziellen Transparenz durch die Organisation Ministry Watch bewertet.

## Kritik
Der Journalist Jonathan Fischer schreibt 2005 in der SZ unter anderem: „Das Evangelium des Dr. Creflo Dollar lässt sich in zwei Kernaussagen zusammenfassen. Erstens: Gott will, dass ihr reich seid. Zweitens: Nur wer gibt, kann auch empfangen. In seine Fernsehpredigten streut Dollar eine Reihe vager und aus dem Zusammenhang gerissener Bibelzitate, die alle irgendwie mit Säen und Ernten, Verdunstung und Regen - als Metaphern für Geldspenden und den darauffolgenden göttlichen Segnungen - zu tun haben.“
Im März 2015 rief er mit dem Project G650 dazu auf, ihm 65 Millionen US-Dollar zum Kauf eines Gulfstream G650-Privatjets zu spenden. Nachdem der Aufruf internationale Aufmerksamkeit auf sich gezogen hatte, ließ er die Projektwebseite wieder offline nehmen. Den Anspruch auf einen Luxus-Jet verteidigte er jedoch und meinte später, falls Leben auf dem Mars entdeckt werden würde, würde er Gott auch um ein Milliarden Dollar teures Spaceshuttle bitten, um dort zu predigen.

## Bücher (Auswahl)
- 1999: Total Life Prosperity 14 Practical Steps To Receiving God's Full Blessing, ISBN 978-0-7852-6900-7
- 2000: Lord, Teach Me How to Love: Learning from the Ultimate Example, ISBN 978-1-57794-295-5
- 2001: No More Debt!: God's Strategy for Debt Cancellation, ISBN 978-1-885072-40-5
- 2006: Live Without Fear: Learn to Walk in God's Power and Peace, ISBN 978-0-446-69843-6
- 2006: Walking in the Confidence of God in Troubled Times, ISBN 978-0-446-69839-9
- 2006: In the Presence of God: Find Answers to the Challenges of Life, ISBN 0-446-69844-X
- 2006: Love, Live, and Enjoy Life: Uncover the Transforming Power of God's Love, ISBN 978-0-446-69840-5
- 2007: Das Ebenbild seiner Gerechtigkeit: Du bis mehr, als du denkst..., ISBN 978-3-938086-08-7
- 2007: Claim Your Victory Today: 10 Steps That Will Revolutionize Your Life, ISBN 978-0-446-17817-4
- 2009: 8 Steps to Create the Life You Want: The Anatomy of a Successful Life, ISBN 978-0-446-69964-8
- 2010: Winning in Troubled Times: God's Solutions for Victory Over Life's Toughest Challenges, ISBN 978-0-446-55337-7